# План-лез-Уат
План-лез-Уат (фр. Plan-les-Ouates) — коммуна кантона Женева в Швейцарии.
С План-лез-Уат граничат следующие коммуны: Бардонне, Каруж, Конфиньон, Ланси, Оне, Перли-Серту, Труане.

## Города-побратимы
- Сынджеорджиу-де-Пэдуре, Румыния
- Вильфранш-сюр-Мер, Франция
- Бирсфельден, Швейцария.